# سوسکچه خرطوم‌دار کوهی اروپایی
سوسکچه خرطوم‌دار کوهی اروپایی (نام علمی: Otiorhynchus gemmatus) سوسکچه‌ای است که در زیرخانواده سوسکچه‌های دماغ پهن قرار دارد. این گونه بیشتر در کوه‌های اروپا زندگی می‌کند. طول این سوسکچه ۶/۵ تا ۹ میلی‌متر است.